# Ељбузд
Ељбузд (рус. Эльбузд) руска је река која протиче јужним делом земље, односно северним делом Краснодарског краја и јужним делом Ростовске области. Лева је притока реке Кагаљник и део басена Азовског мора. 
Целом дужином тока тече преко северних делова Кубањско-приазовске низије. Укупна дужина водотока је 55 km. Њена најважнија притока је река Росош. 